# Chalcoscirtus grishkanae
Chalcoscirtus grishkanae är en spindelart som beskrevs av Yuri M. Marusik 1988. Chalcoscirtus grishkanae ingår i släktet Chalcoscirtus och familjen hoppspindlar. Inga underarter finns listade i Catalogue of Life.